# Ga Sinchang
Ga Sinchang là ga đường sắt trên Tàu điện ngầm Seoul tuyến 1 và Tuyến Janghang ở Asan, Hàn Quốc. Nó là ga cuối phía Nam của tàu điện ngầm trên tuyến 1. Tên thứ hai của nó là ga Đại học Soonchunhyang, do nằm gần trường Đại học Soonchunhyang.

## Bố trí ga
| ↑ Onyangoncheon |               |                  |                  |                  |                  |                |                |
|                 | →             | ２               |                  |                  | ３               | →              |                |
| ↑ Dogooncheon   | ↑ Dogooncheon | Bắt đầu·Kết thúc | Bắt đầu·Kết thúc | Bắt đầu·Kết thúc | Bắt đầu·Kết thúc | Dogogoncheon ↓ | Dogogoncheon ↓ |

| ２ | ● Tuyến 1 | Địa phương·Tốc hành | ← Hướng đi Cheonan · Suwon · Guro · Đại học Kwangwoon → Kết thúc tại ga này |
| ３ | ● Tuyến 1 | Địa phương·Tốc hành | → Kết thúc tại ga này                                                       |